# (2757) Crisser
(2756) Crisser (1977 VN; 1949 XO; 1956 AM; 1966 VJ; 1973 AC2; 1979 FR) ist ein ungefähr 20 Kilometer großer Asteroid des äußeren Hauptgürtels, der am 11. November 1977 vom chilenischen Astronomen Sergio Barros am Cerro El Roble-Observatorium auf dem Cerro El Roble im Nationalpark La Campana in der Región de Valparaíso in Chile (IAU-Code 805) entdeckt wurde. Er gehört zur Themis-Familie, einer Gruppe von Asteroiden, die nach (24) Themis benannt ist.

## Benennung
(2757) Crisser wurde nach dem Entdecker und seiner Frau benannt. Der Name Crisser ist aus den Namen Cristina und Sergio gebildet.